# Sanna Lankosaari
Sanna Kristiina Lankosaari (* 20. August 1978 in Kemi) ist eine ehemalige finnische Eishockeyspielerin, die auf der Position des rechten Flügelstürmers spielte.

## Karriere
Lankosaari spielte auf Vereinsebene für Kärpät Oulu und IHK Helsinki in der Naisten SM-sarja. 2002 wechselte sie in die Schweiz, wo sie zunächst für den SC Reinach in der Leistungsklasse A spielte. 2004 wechselte sie zum DSC Oberthurgau und absolvierte dort die Saison 2004/05. Im Frühjahr 2005 beendete Lankosaari ihre Karriere, gab aber im Herbst 2009 ihr Comeback für HPK Hämeenlinna. 2011 wurde sie mit dem Klub Finnischer Meister.

### International
Bei den Olympischen Winterspielen 1998 in Nagano gewann sie mit der finnischen Nationalmannschaft die Bronzemedaille im olympischen Eishockeyturnier. Darüber hinaus nahm sie mit der finnischen Landesauswahl an Welt- und Europameisterschaften teil.

## Erfolge und Auszeichnungen
- 2003 Schweizer Meister mit dem SC Reinach
- 2011 Finnischer Meister mit HPK Hämeenlinna

### International
| - 1996 Bronzemedaille bei der Europameisterschaft - 1996 Beste Stürmerin und All-Star-Team der Europameisterschaft - 1997 Bronzemedaille bei der Weltmeisterschaft | - 1998 Bronzemedaille bei den Olympischen Winterspielen - 1999 Bronzemedaille bei der Weltmeisterschaft - 2000 Bronzemedaille bei der Weltmeisterschaft |